# Великі Розкопіни
Великі Розко́піни (рос. Большие Раскопины) — присілок у складі Слободського району Кіровської області, Росія. Входить до складу Бобінського сільського поселення.
Населення становить 10 осіб (2010, 2 у 2002).
Національний склад станом на 2002 рік — росіяни 100 %.